# Corina Morariuová

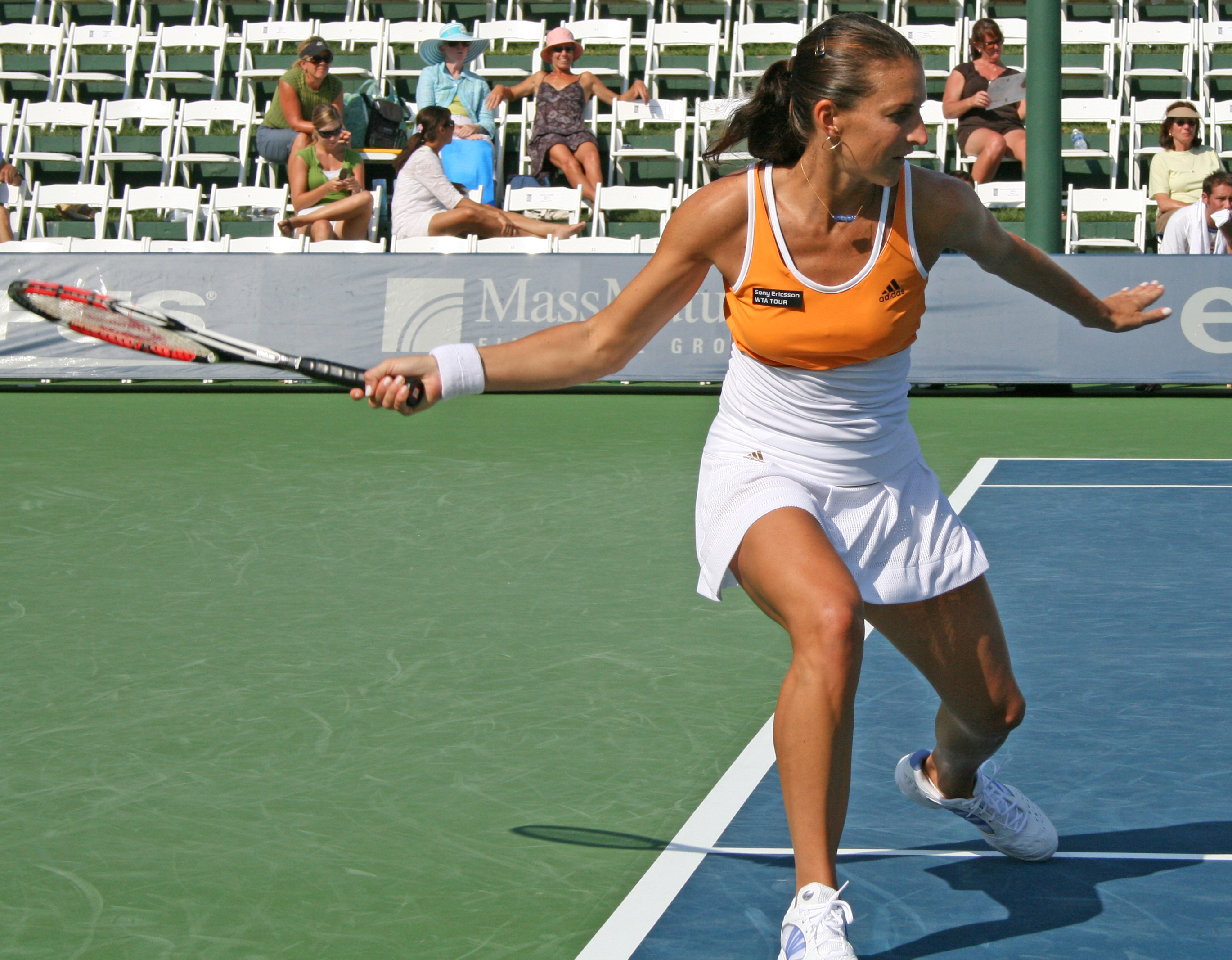
Forhend na Acura Classic 2007

Corina Morariuová (* 26. ledna 1978 Detroit) je bývalá americká profesionální tenistka rumunského původu a světová jednička v ženské čtyřhře, když na čele světové klasifikace v roce 2000 strávila sedm týdnů. Mezi profesionálkami hrála v letech 1994–2007 a zejména po zdravotních komplikacích se specializovala na čtyřhru.
Ve své kariéře na okruhu WTA Tour vyhrála jeden singlový a třináct deblových turnajů, včetně trofeje z ženské čtyřhry ve Wimbledonu 1999, který vybojovala s Lindsay Davenportovou. V rámci okruhu ITF získala pět titulů ve dvouhře a devět ve čtyřhře. Čtyřikrát zvítězila v juniorském čtyřhře grandslamu.
Na žebříčku WTA byla ve dvouhře nejvýše klasifikována v srpnu 1996 na 29. místě a ve čtyřhře pak v dubnu 2000 na 1. místě. Trénovali ji Raj Chaudhuri a Philip Farmer.
Otec Albin a matka Rodica Morariuovi, narození v Rumunsku, jsou lékaři, stejně jako bratr Mircea. Albin Morariu byl osobním neurologem tenisty a trenéra Tima Gulliksona, Samprasova kouče, jenž podlehl inoperabilnímu mozkovému nádoru.

## Tenisová kariéra

### Juniorská kariéra
V juniorské kategorii získala čtyři grandslamové tituly ze čtyřhry, všechny s českou spoluhráčkou Ludmilou Varmužovou. Na Australian Open triumfovaly v letech 1994 a 1995, na antukovém French Open v roce 1995 stejně jako na US Open 1995. Společně odešly poraženy z finále Wimbledonu 1994.
Na juniorském žebříčku ITF byla nejvýše postavená na přelomu let 1995/1996, když ji v singlu patřilo 32. příčka a ve čtyřhře 3. pozice.

### Grand Slam
Na grandslamové úrovni dosáhla v roce 1999 na wimbledonský titul z ženské čtyřhry, když s krajankou Lindsay Davenportovou ve finále porazily jihoafricko-ukrajinský pár Mariaan de Swardtová a Elena Tatarkovová. Po boku Jihoafričana Ellise Ferreiry zvítězila také ve smíšené čtyřhře Australian Open 2001 po finálové výhře nad rakousko-australským párem Barbara Schettová a Joshua Eagle.
S Davenportovou odešly jako poražené finalistky z deblové soutěže Australian Open 2001, kde nestačily na sestry Serenu a Venus Williamsovy a z Australian Open 2005 po prohře od rusko-australské dvojice Světlana Kuzněcovová a Alicia Moliková.

### Fed Cup
V americkém fedcupovém týmu debutovala v roce 2005 čtvrtfinále Světové skupiny proti Belgii, v němž po boku Davenportové vyhrála čtyřhru nad dvojicí Kirsten Flipkensová a Eveline Vanhyfteová. Tím pomohly družstvu k výhře 5:0 na zápasy a postupu do semifinále proti Rusku, kde nastoupila opět do čtyřhry. Spoluhráčkou se stala Venus Williamsová, s níž odešly poraženy od Safinové s Duševinovou. Američanky podlehly ruským hráčkám 1:4 na zápasy.
V soutěži nastoupila ke dvěma mezistátním utkáním s bilancí 0–0 ve dvouhře a 1–1 ve čtyřhře.

### Onemocnění a ceny
V roce 2001 jí byla diagnostikována leukemie. Následně podstoupila chemoterapii. Krajanka Jennifer Capriatiová nemocné spoluhráčce věnovala singlový titul dobytý na French Open 2001. Cyklista Lance Armstrong, jenž překonal zhoubný novotvar varlete, jí zaslal podpůrný dopis.

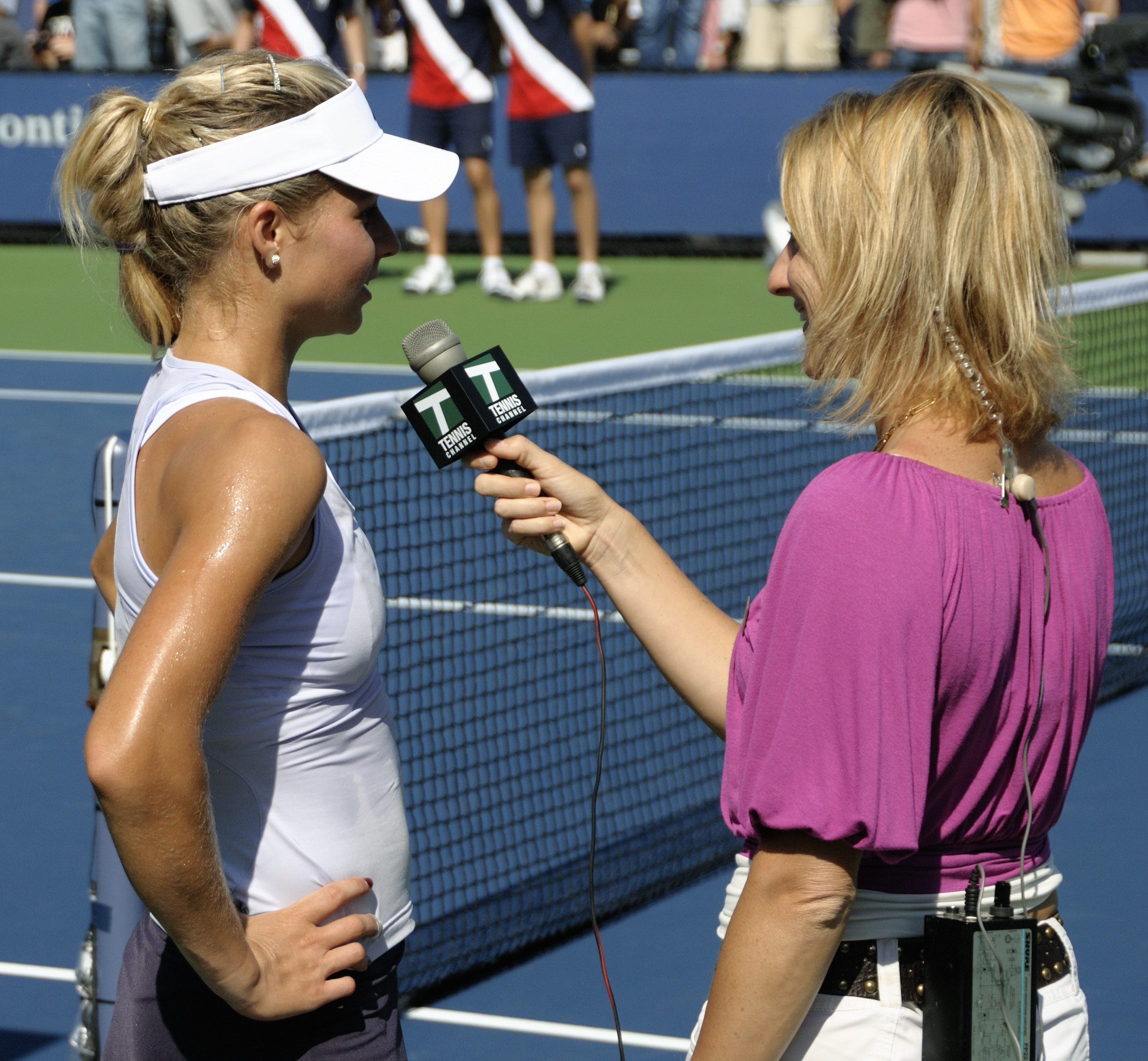
Pozápasový rozhovor s Kirilenkovou na US Open 2009

Po vyléčení následovalo poranění ramena, které si vyžádalo chirurgický zákrok, což omezilo její další singlovou kariéru. Ženská tenisová asociace tenistce udělila Cenu návratu na okruh pro rok 2002. Organizace WTA také na její počest založila cenu „Corina Comeback Award“, jejíž se stala první držitelkou prostřednictvím předávající Capriatiové.

### Po ukončení kariéry
Profesionální tenisovou kariéru ukončila v sezóně 2007. Představuje sportovní velvyslankyni největší světové dobrovolnické organizace podporující výzkum a pacienty postižené leukemií, lymfomy a Kahlerovou nemocí – „The Leukemia and Lymphoma Society“.
Napsala autobiografickou knihu Living Through the Racket: How I Survived Leukemia...and Rediscovered My Self (Život skrz raketu: Jak jsem přežila leukemii... a znovu objevila samu sebe). V mediálním světě začala působit jako komentátorka televizní stanice Tennis Channel.

## Finálová utkání na Grand Slamu

### Ženská čtyřhra: 3 (1 výhra, 2 prohry)
| Stav       | Rok  | Turnaj          | Povrch | Spoluhráčka          | Soupeřky ve finále                     | Výsledek      |
| Vítězka    | 1999 | Wimbledon       | tráva  | Lindsay Davenportová | Mariaan de Swardtová Elena Tatarkovová | 6–4, 6–4      |
| Finalistka | 2001 | Australian Open | tvrdý  | Lindsay Davenportová | Serena Williamsová Venus Williamsová   | 2–6, 6–2, 4–6 |
| Finalistka | 2005 | Australian Open | tvrdý  | Lindsay Davenportová | Světlana Kuzněcovová Alicia Moliková   | 3–6, 4–6      |

### Smíšená čtyřhra: 1 (1 výhra)
| Stav    | Rok  | Turnaj          | Povrch | Spoluhráč      | Soupeři ve finále              | Výsledek |
| Vítězka | 2005 | Australian Open | tvrdý  | Ellis Ferreira | Barbara Schettová Joshua Eagle | 6–1, 6–3 |

## Finálové účasti na turnajích WTA Tour
| Legenda                                         |
| ----------------------------------------------- |
| D – dvouhra; Č – čtyřhra                        |
| Grand Slam (1–2 Č)                              |
| Turnaj mistryň (0–0)                            |
| Tier I / Premier Mandatory & Premier 5 (1–2 Č)  |
| Tier II / Premier (3–2 Č)                       |
| Tier III, IV & V / International (1–3 D; 8–1 Č) |

### Dvouhra: 4 (1–3)
| Stav       | Č. | Datum          | Turnaj          | Povrch | Soupeřka ve finále         | Výsledek            |
| ---------- | -- | -------------- | --------------- | ------ | -------------------------- | ------------------- |
| Finalistka | 1. | 28. dubna 1997 | Bol, Chorvatsko | antuka | Mirjana Lučićová           | 7–5, 6–7(7), 7–6(5) |
| Finalistka | 2. | 19. dubna 1998 | Tokio, Japonsko | tvrdý  | Ai Sugijamová              | 6–3, 6–3            |
| Finalistka | 3. | 27. dubna 1998 | Bol, Chorvatsko | antuka | Mirjana Lučićová           | 6–2, 6–4            |
| Vítězka    | 1. | 26. dubna 1999 | Bol, Chorvatsko | antuka | Julie Halardová-Decugisová | 6–2, 6–0            |

### Čtyřhra: 20 (13–7)
| Stav       | Č.  | Datum              | Turnaj          | Povrch      | Spoluhráčka           | Soupeřky ve finále                           | Výsledek         |
| ---------- | --- | ------------------ | --------------- | ----------- | --------------------- | -------------------------------------------- | ---------------- |
| Finalistka | 1.  | 20. dubna 1997     | Tokio           | tvrdý       | Kerry-Anne Guseová    | Alexia Dechaume-Balleret Rika Hirakiová      | 6–4, 6–2         |
| Vítězka    | 1.  | 23. listopadu 1997 | Pattaya City    | tvrdý       | Kristine Kunceová     | Florencia Labatová Dominique Monamiová       | 6–3, 6–4         |
| Vítězka    | 2.  | 9. ledna 1999      | Gold Coast      | tvrdý       | Larisa Neilandová     | Kristine Kunceová Irina Spîrleaová           | 6–3, 6–4         |
| Vítězka    | 3.  | 18. dubna 1999     | Tokio           | tvrdý       | Kimberly Poová        | Kerry-Anne Guseová Catherine Barclayová      | 6–3, 6–2         |
| Vítězka    | 4.  | 14. června 1999    | Birmingham      | tráva       | Larisa Neilandová     | Inés Gorrochateguiová Alexandra Fusaiová     | 6–4, 6–4         |
| Vítězka    | 5.  | 4. července 1999   | Wimbledon       | tráva       | Lindsay Davenportová  | Mariaan de Swardtová Elena Tatarkovová       | 6–4, 6–4         |
| Vítězka    | 6.  | 1. srpna 1999      | Stanford        | tvrdý       | Lindsay Davenportová  | Anna Kurnikovová Jelena Lichovcevová         | 6–4, 6–4         |
| Vítězka    | 7.  | 8. srpna 1999      | San Diego       | tvrdý       | Lindsay Davenportová  | Venus Williamsová Serena Williamsová         | 6–4, 6–1         |
| Vítězka    | 8.  | 27. února 2000     | Oklahoma City   | tvrdý (h)   | Kimberly Poová        | Tamarine Tanasugarnová Elena Tatarkovová     | 6–4, 4–6, 6–2    |
| Vítězka    | 9.  | 19. března 2000    | Indian Wells    | tvrdý       | Lindsay Davenportová  | Anna Kurnikovová Nataša Zverevová            | 6–2, 6–3         |
| Vítězka    | 10. | 7. května 2000     | Bol             | antuka      | Julie Halard-Decugis  | Katarina Srebotniková Tina Križanová         | 6–2, 6–2         |
| Finalistka | 2.  | 14. května 2000    | Berlín          | antuka      | Amanda Coetzerová     | Arantxa Sánchez Vicario Conchita Martínezová | 3–6, 6–2, 7–6(7) |
| Vítězka    | 11. | 9. října 2000      | Tokio           | tvrdý       | Julie Halard-Decugis  | Tina Križanová Katarina Srebotniková         | 6–1, 6–2         |
| Finalistka | 3.  | 15. ledna 2001     | Australian Open | tvrdý       | Lindsay Davenportová  | Serena Williamsová Venus Williamsová         | 6–2, 2–6, 6–4    |
| Finalistka | 4.  | 7. listopadu 2004  | Filadelfie      | tvrdý (h)   | Liezel Huberová       | Lisa Raymondová Alicia Moliková              | 7–5, 6–4         |
| Finalistka | 5.  | 17. ledna 2005     | Australian Open | tvrdý       | Lindsay Davenportová  | Světlana Kuzněcovová Alicia Moliková         | 6–3, 6–4         |
| Finalistka | 6.  | 1. února 2005      | Tokio           | koberec (h) | Lindsay Davenportová  | Janette Husárová Jelena Lichovcevová         | 6–4, 6–3         |
| Vítězka    | 12. | 17. ledna 2006     | Sydney          | tvrdý       | Rennae Stubbsová      | Paola Suárezová Virginia Ruano Pascual       | 6–3, 5–7, 6–2    |
| Vítězka    | 13. | 17. září 2006      | Bali            | tvrdý       | Lindsay Davenportová  | Natalie Grandinová Trudi Musgraveová         | 6–3, 6–4         |
| Finalistka | 7.  | 29. října 2006     | Linec           | tvrdý (h)   | Katarina Srebotniková | Lisa Raymondová Samantha Stosurová           | 6–3, 6–0         |

## Finále na juniorce Grand Slamu

### Čtyřhra juniorek: 5 (4–1)
| Stav       | Rok  | Turnaj          | Povrch | Spoluhráčka       | Soupeřky ve finále                       | Výsledek      |
| ---------- | ---- | --------------- | ------ | ----------------- | ---------------------------------------- | ------------- |
| Vítězka    | 1994 | Australian Open | tvrdý  | Ludmila Varmužová | Yvette Bastingová Alexandra Schneiderová | 7–5, 2–6, 7–5 |
| Finalistka | 1994 | Wimbledon       | tráva  | Ludmila Varmužová | Nannie de Villiersová Elizabeth Jelfsová | 3–6, 4–6      |
| Vítězka    | 1995 | Australian Open | tvrdý  | Ludmila Varmužová | Saori Obatová Nami Urabeová              | 6–1, 6–2      |
| Vítězka    | 1995 | French Open     | antuka | Ludmila Varmužová | Alice Canepová Giulia Casoniová          | 7–6, 7–5      |
| Vítězka    | 1995 | US Open         | tvrdý  | Ludmila Varmužová | Anna Kurnikovová Aleksandra Olszová      | 6–3, 6–3      |

## Chronologie výsledků čtyřhry na majorech a Turnaji mistryň
| Australian Open    | A    | A   | 2R  | 2R  | 2R   | SF  | F   | A   | A    | 3R  | F    | 1R  | 1R  | 0 / 9  | 19–9  |
| French Open        | A    | 1R  | 1R  | 3R  | 2R   | A   | A   | A   | 1R   | A   | SF   | A   | 1R  | 0 / 7  | 7–7   |
| Wimbledon          | A    | 1R  | 2R  | 2R  | W    | A   | A   | A   | 1R   | A   | 2R   | A   | 1R  | 1 / 7  | 9–6   |
| US Open            | A    | 3R  | 1R  | 1R  | QF   | A   | A   | QF  | 1R   | 2R  | QF   | 2R  | QF  | 0 / 10 | 16–10 |
| výhry–prohry       | 0–0  | 2–3 | 2–4 | 4–4 | 11–3 | 4–1 | 5–1 | 3–1 | 0–3  | 3–2 | 13–4 | 1–2 | 3–4 | 1 / 33 | 51–32 |
| Turnaj mistryň     |      |     |     |     |      |     |     |     |      |     |      |     |     |        |       |
| Tour Championships | A    | A   | A   | A   | SF   | A   | A   | A   | A    | A   | A    | A   | A   | 0 / 1  | 1–1   |
| Konečný žebříček   |      |     |     |     |      |     |     |     |      |     |      |     |     |        |       |
| Pořadí             | 187. | 81. | 66. | 49. | 6.   | 14. | 57. | 78. | 156. | 24. | 15.  | 34. | 76. |        |       |

| Legenda | Legenda                                   | Legenda | Legenda                     |
| ------- | ----------------------------------------- | ------- | --------------------------- |
| SR      | poměr vyhraných turnajů ku všem odehraným | W–L V–P | výhry–prohry                |
| NH      | daný rok se turnaj nekonal                | A       | turnaje se hráč nezúčastnil |
| 1Q / LQ | prohra v (kole) kvalifikace               | 1k / 1R | prohra v daném kole turnaje |
| QF / ČF | prohra ve čtvrtfinále                     | SF      | prohra v semifinále         |
| F       | prohra ve finále                          | Vítěz   | vítězství v turnaji         |